# Вересаево
Вереса́ево (до 1948 года Комзе́товка, до 1927 года Курулу́-Кенеге́з; укр. Вересаєве, крымскотат. Quruvlı Kenegez, Къурувлы Кенегез) — село в Сакском районе Крыма (согласно административно-территориальному делению Украины — центр Вересаевского сельского совета Автономной Республики Крым, согласно административно-территориальному делению РФ — центр Вересаевского сельского поселения Республики Крым).

## Современное состояние
На 2016 год в Вересаево 19 улиц и 4 переулка; на 2009 год, по данным сельсовета, село занимало площадь 61,5 гектара, на которой в 853 дворах числилось 1836 жителей. В селе действуют средняя общеобразовательная школа, детский сад «Львёнок», сельский клуб, сельская библиотека, врачебная амбулатория, церковь преподобного Афанасия Афонского, мечеть Курувлы-Кенегез джамиси. Село связано автобусным сообщением с Евпаторией и соседними населёнными пунктами.

## География
Село расположено на северо-западе района, в степном Крыму, в верховье одной из впадающих в озеро Сасык балок, высота над уровнем моря — 43 м. Соседние сёла: Кольцово в 3,5 км на северо-запад, Желтокаменка в 4 км на юго-запад и Глинка в 2,2 км на юго-восток. Расстояние до райцентра — около 28 километров (по шоссе), ближайшая железнодорожная станция — Евпатория в 21 километре. Транспортное сообщение осуществляется по региональной автодороге 35Н-487 от шоссе 35К-015 Раздольное — Евпатория (по украинской классификации — С-0-11240).

## История

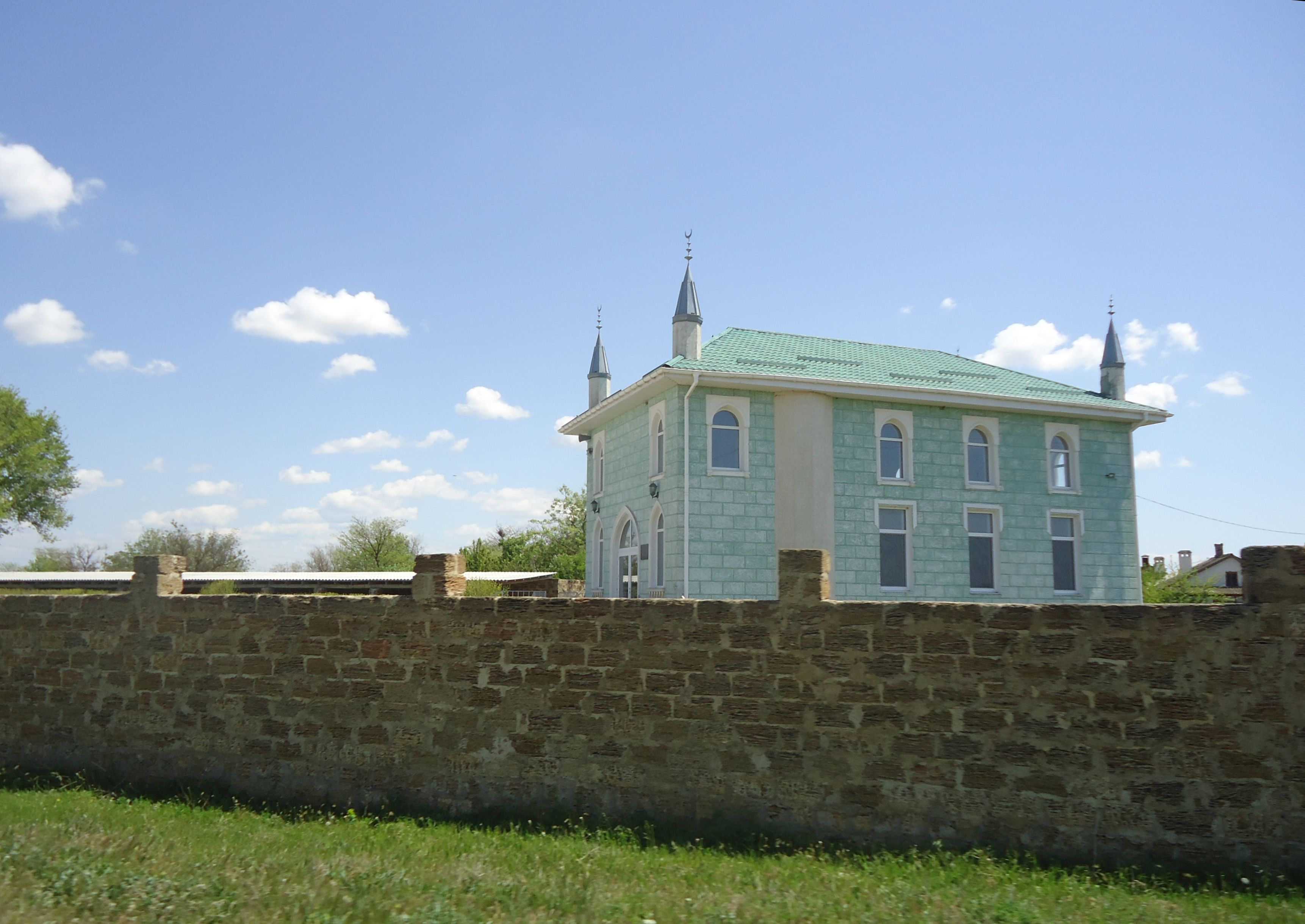
Мечеть

Первое документальное упоминание села встречается в Камеральном Описании Крыма… 1784 года, судя по которому, в последний период Крымского ханства Кенекес входил в Козловский кадылык Козловского каймаканства. После присоединения Крыма к России (8) 19 апреля 1783 года, (8) 19 февраля 1784 года, именным указом Екатерины II сенату, на территории бывшего Крымского Ханства была образована Таврическая область и деревня была приписана к Евпаторийскому уезду. После Павловских реформ, с 1796 по 1802 год, входила в Акмечетский уезд Новороссийской губернии. По новому административному делению, после создания 8 (20) октября 1802 года Таврической губернии, Курулу-Кенегез был включён в состав Кудайгульской волости Евпаторийского уезда.
По Ведомости о волостях и селениях, в Евпаторийском уезде с показанием числа дворов и душ… от 19 апреля 1806 года в деревне Кенегез числилось 10 дворов, 67 жителей — крымский татар и 4 ясыров Затем, видимо, вследствие эмиграции крымских татар в Турцию, деревня опустела, и на военно-топографической карте генерал-майора Мухина 1817 года деревня Кенегес обозначена пустующей. Позднее пустующая деревня была вновь заселена, и в «Ведомости о казённых волостях Таврической губернии 1829 года» Курулу уже записан как жилой, в составе Кудайгульской волости. На карте 1836 года в деревне 3 двора, а на карте 1842 года Курулу-Кенегес обозначен условным знаком «малая деревня», то есть менее 5 дворов. Во время Крымской войны, 17(29) сентября 1855 года в окрестностях деревни произошло боевое столкновение русской и франко-османской кавалерии, известное также, как дело при селении Курулу-Кенегес. По итогам боя русские войска понесли значительные потери (100 человек убитыми и ранеными и 170 пленных); потери турецких войск неизвестны, у французов — 36 убитых.

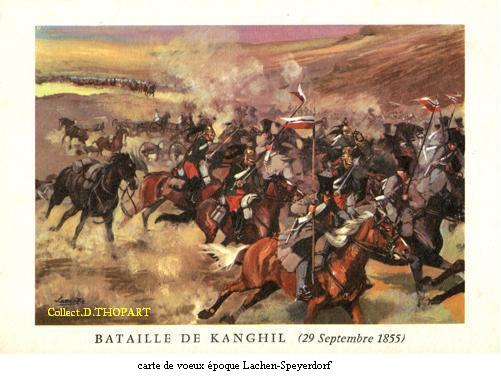
Бой при Кангиле

В 1860-х годах, после земской реформы Александра II, деревню приписали к Чотайской волости. В «Списке населённых мест Таврической губернии по сведениям 1864 года», составленном по результатам VIII ревизии 1864 года, Курулу-Кенегез — владельческая татарская деревня, с 3 дворами, 17 жителями и мечетью при балке Кангыле. По обследованиям профессора А. Н. Козловского 1867 года, вода в колодцах деревни была «хорошая, пресная», а их глубина достигала 20—25 саженей (42—53 м). На трёхверстовой карте Шуберта 1865—1876 гг в деревне Курулу-Кенегез обозначено 7 дворов. В «Памятной книге Таврической губернии 1889 года», по результатам Х ревизии 1887 года, в деревне Курулу-Кенегез числилось 2 двора и 11 жителей.
Земская реформа 1890-х годов в Евпаторийском уезде прошла после 1892 года, в результате Курулу-Кенегез приписали к Сакской волости. По «…Памятной книжке Таврической губернии на 1900 год» в усадьбе Курулу-Кенегез числилось 10 жителей в 2 дворах. По Статистическому справочнику Таврической губернии. Ч.II-я. Статистический очерк, выпуск пятый Евпаторийский уезд, 1915 год, в деревне Курулу-Кенегез Сакской волости Евпаторийского уезда числилось 4 двора (все дворы безземельные) без приписного населения, но с 7 — «постороннего», из которых 4 мужчин и 3 женщины. Жители землёй не владели, но за селением числилось 900 десятин земли. В хозяйствах имелось 26 лошадей, 60 волов, 12 коров и 15 голов мелкого скота.
После установления в Крыму Советской власти, по постановлению Крымревкома от 8 января 1921 года № 206 «Об изменении административных границ» была упразднена волостная система и село вошло в состав Евпаторийского района Евпаторийского уезда, а в 1922 году уезды получили название округов. 11 октября 1923 года, согласно постановлению ВЦИК, в административное деление Крымской АССР были внесены изменения, в результате которых округа были отменены и произошло укрупнение районов — территорию округа включили в Евпаторийский район.
Курулу-Кенегез ещё обозначен на карте Стрельбицкого, л. 49, редакции 1920 года и на карте Крымского статистического управления 1924 года. Затем, видимо, деревня опустела, поскольку в Списке населённых пунктов Крымской АССР по Всесоюзной переписи 17 декабря 1926 года уже не значится.
Вторую жизнь село получило в 1927 году, когда там поселились еврейские переселенцы. В том же году Курувлы-Кенегез был переименован в Комзетовку (по аббревиатуре КомЗЕТ — Комитет по земельному устройству еврейских трудящихся). Вскоре после начала отечественной войны часть еврейского населения Крыма была эвакуирована, из оставшихся под оккупацией многие расстреляны. 13 марта 1942 года в село прибыла группа немецких жандармов и с помощью сельского полицейского И. И. Балабас пятеро евреев (три женщины и двое детей) были собраны и расстреляны в 200 метрах от деревни.
В годы Великой Отечественной войны на фронтах сражались 97 жителей села, 39 награждены орденами и медалями, 33 из них погибли. В их честь в 1965 году в центре села установлен памятный знак — мемориальная композиция, состоящая из горизонтальной и вертикальной стел и скульптуры на постаменте (автор неизвестен). Постановлением Совета министров Республики Крым № 627 от 20 декабря 2016 года памятник отнесён к категории объектов культурно-исторического наследия России регионального значения. Во время  освобождения Крыма, в располагавшемся в селе 95-м медсанбате умерли от ран 5 воинов из состава 87-й гвардейской стрелковой дивизии. Останки умерших похоронили на сельском кладбище, установив на могиле временый обелиск, взамен которого в 1974 году установлен памятник: скульптура воина с приспущенным флагом в руках. Памятник истории Украины местного значения
После освобождения Крыма от фашистов, 12 августа 1944 года было принято постановление № ГОКО-6372с «О переселении колхозников в районы Крыма» и в сентябре 1944 года в район приехали первые новосёлы (150 семей) из Киевской и Каменец-Подольской областей, а в начале 1950-х годов последовала вторая волна переселенцев из различных областей Украины. С 25 июня 1946 года Комзетовка в составе Крымской области РСФСР. В 1948 году село получило нынешнее название в честь писателя Викентия Вересаева. 26 апреля 1954 года Крымская область была передана из состава РСФСР в состав УССР. Время создания сельсовета пока не установлено: на 15 июня 1960 года совет уже числился в справочнике. До 1991 года в селе находилась центральная усадьба виноградарского совхоза «Евпаторийский». В 1961 году начал работать завод первичного виноделия. На 1974 год в Вересаево имелась восьмилетняя школа, библиотека, медпункт, детский сад, продовольственный и промтоварный магазины, столовая, комбинат бытового обслуживания и почтовое отделение. В Великой Отечественной войне участвовали 97 жителей села, 27 из них погибли. В честь погибших односельчан в селе установлен обелиск.
С 12 февраля 1991 года село в восстановленной Крымской АССР, 26 февраля 1992 года переименованной в Автономную Республику Крым. С 21 марта 2014 года — в составе Республики Крым.

## Население
| 2001 | 2014  |
| ---- | ----- |
| 1785 | ↘1708 |

Всеукраинская перепись 2001 года показала следующее распределение по носителям языка
| Язык             | Процент |
| ---------------- | ------- |
| русский          | 49.24   |
| крымскотатарский | 34.73   |
| украинский       | 13.73   |
| другие           | 0.28    |

### Динамика численности
| - 1806 год — 71 чел. - 1864 год — 17 чел. - 1889 год — 11 чел. - 1900 год — 10 чел. - 1915 год — 0/7 чел. | - 1974 год — 1109 чел. - 2001 год — 1785 чел. - 2009 год — 1836 чел. - 2014 год — 1708 чел. |